# 防範外夷規條
《防范外夷規條》，又稱《防範外夷規條》、《防範外夷條約》是中國清代乾隆二十四年（1759年）時，清廷為了加強對外貿易的管理而制定的法律，共有五項，故又稱之為《防夷五事》。

## 背景
自歐洲發生工業革命以後，部份歐洲國家如英國、法國及德國等迅速發展，紛紛爭取對外擴張，開發殖民地及海外市場以應付國內的經濟發展需要。因此，中國便成為西方西家發展經貿關係的對象。清代國策一宜實行閉關自守，經濟上自給自足。
清康熙二十四年（1685年）撤销全部市舶司，设立江、浙、闽、粤四处海关。乾隆二十二年（1757年），乾隆帝南巡，在苏州亲眼目睹洋商船只络绎不绝，引起警觉，下旨改為廣州一口通商，撤销所有其他海关。
隨著貿易的發展，來華外商日增。為了鞏固清廷統治的需要，防範西方刺探中國虛實。乾隆二十四年，兩廣總督李侍堯於是制定了此法規以限制在華外商的行動。当年引发洪任辉事件。

## 內容
《防夷五事》的內容包括：禁制外國人雇人傳達信息；外國婦女被嚴禁來華；嚴禁在華外商在廣州過冬；禁止借外夷的资本及聘请汉人役使；及外商到廣州后由寓居洋行行商管来彈壓檢查。